# FN Five-seveN手槍
FN Five-seveN是比利時Fabrique Nationale設計製造的半自動手槍。

## 歷史
Five-seveN是配合FN P90而研發的手槍。其名稱來自其使用的子彈直徑5.7毫米，同時第一個及最後一個字母以大寫強調是FN的產品。
因為P90所用的子彈是全新研制，不能用於現有的手槍，為使有手槍可以與P90同用同一款子彈，所以需要有Five-seveN與之配合，使整個武器系統完整。

## 設計
Five-seveN採用延遲反衝式原理，非剛性閉鎖方式運作，击锤為隐蔽式設計，目前生產版本的扳機為單動式，其“固鎖待發”式安全裝置在左右側各設有一個，以滿足左右手操作，它們位於底把的扳機護環上方，滑套的下方。
Five-seveN的滑套使用複合結構，支架用鋼板沖壓成形，擊針室則以機械加工，用固定銷固定在支架上，外面覆上高強度工程塑料，表面並經過磷化處理。
Five-seveN的底把以聚合物製成，空槍重量只有0.6公斤，其使用的5.7×28毫米子彈威力不算強，但後座力較低，其中軍用的SS190彈貫穿力高，能夠輕易擊穿防彈裝備。

### 子彈

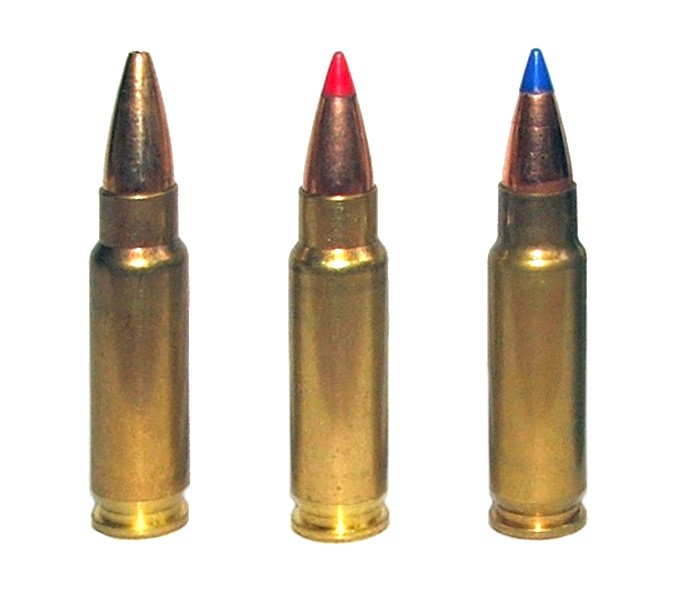
P90使用的5.7×28mm子彈

為使全新的子彈能在手槍內裝填，FN在1993年把SS90子彈的彈頭改短了2.7毫米，並由塑料彈頭改用較重的鋁或鋼製彈頭。
此新子彈稱為SS190，該彈藥的特點是對防彈衣及防彈頭盔的貫穿力非常高，可同時適用於原有的P90及新研發的Five-seveN。
Five-seveN有著低於一般手槍的後座力及對個人防彈裝備有較高的穿透力是歸功於其採用的5.7×28毫米（SS190）子彈。
SS190的槍口初速高達716米／秒，可以輕易的穿透IIIA級防彈背心，甚至IV級或V級防護能力的防彈背心。
SS190的總能量與9毫米鲁格弹相若，但速度高一倍，後座力只有9毫米鲁格弹的70%，重量也較帕拉貝倫彈輕，且彈頭爲像步槍的尖頭彈，而且較長。
現在，生產5.7×28毫米子彈的公司除了FN原廠（FN Herstal）以外，還有Fiocchi Munizioni等多間。
裝備P90或者PS90的用戶若同時以Five-seveN作配槍，可方便共用彈藥。但由於這種子彈穿透力過強，故只銷售給軍方及執法部門，普通市民無法合法擁有。

#### 北約評估

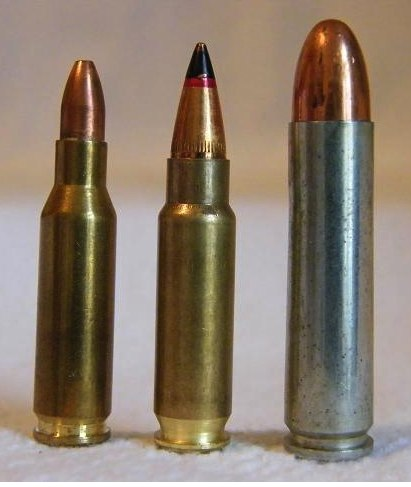
由左至右：4.6×30mm、5.7×28mm及.30卡賓槍彈

現今彈藥中，性能與SS190（5.7×28mm）相當的只有H&K的4.6×30mm。為了標準化個人防衛武器的彈藥，北約對此兩種子彈作比對性測試，以選其一來取代9毫米魯格彈，測試小組由美國、加拿大、法國及英國等多國專家組成，分為ETBS及QRT兩個工作組。結論是5.7×28毫米的性能明顯比4.6×30毫米高，最重要的分別是：

- 兩款子彈對穿著防彈裝備的目標具有相同的效率，但對無防彈裝備的目標時，5.7×28毫米的效率高27%。[4]
- 在極端溫度下，5.7×28毫米受的影響較小。[4]
- 5.7×28毫米對槍管的損害較小。[4]
- 5.7×28毫米的設計及生產較接近5.56×45mm NATO子彈，方便以現有生產線大量生產。[4]
- 5.7×28毫米系槍械較成熟，對槍械設計要求也較低，同時已有手槍設計[4][5]。

因此北約建議採用5.7×28毫米作制式彈藥，但研發4.6×30毫米的德國拒絕接受，因而制停了整個制式化程序。

### 供彈

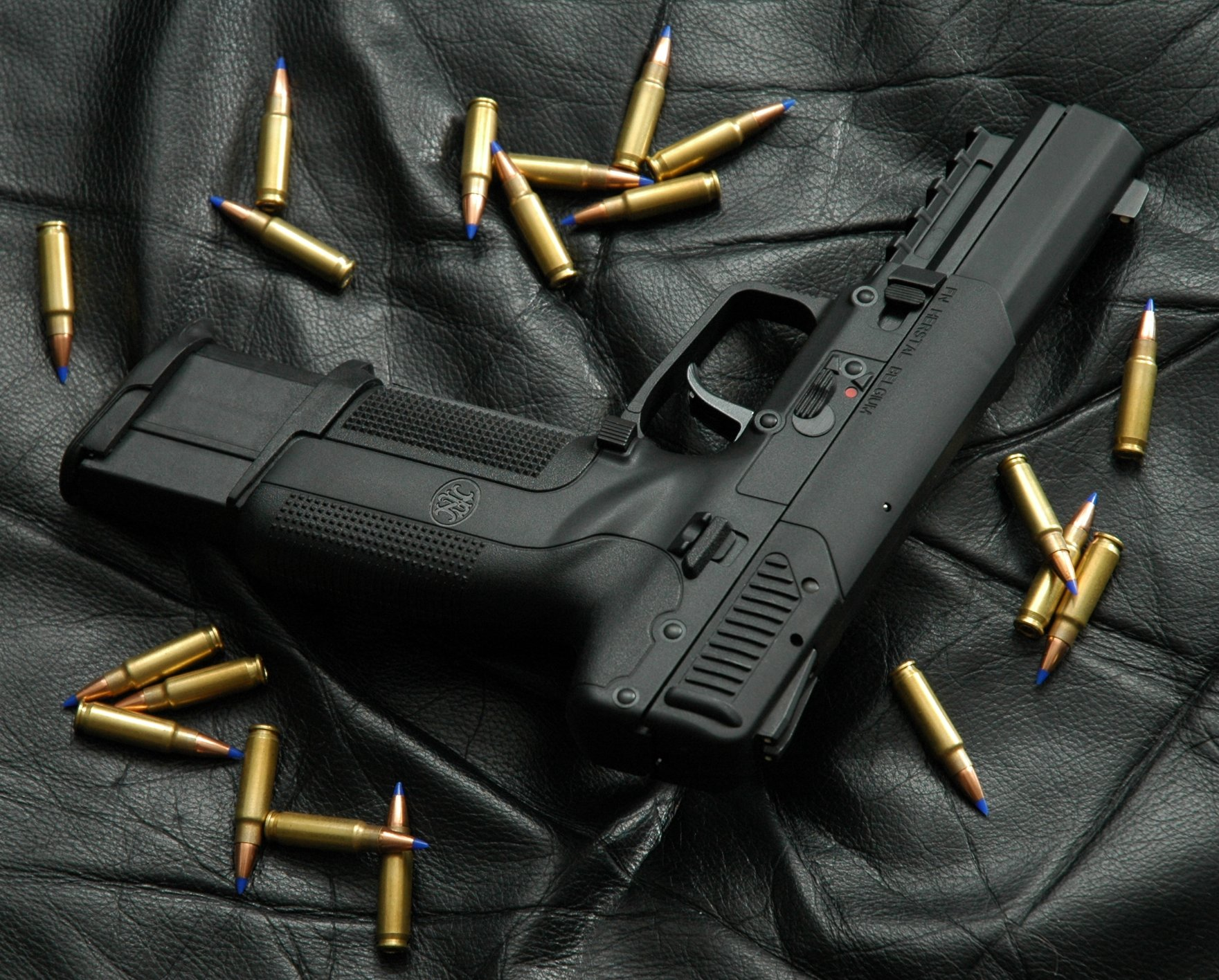
Five-seveN連30發的延長可卸式彈匣

Five-seveN的可卸式彈匣除了有10發和20發容量可選外，還有30發容量的延長版本，從而令該槍的載彈量可高於一般半自動手槍。

## 使用國
| 國家           | 組織名稱                                   | 型號       | 數量   | 採購年份 | 參考資料             |
| -------------- | ------------------------------------------ | ---------- | ------ | -------- | -------------------- |
| 阿根廷         | —                                          | —          | —      | —        | —                    |
| 比利时         | 比利時國防軍                               | Mk 2       | —      | —        | [ 6 ] [ 7 ] [ 8 ]    |
| 比利时         | 比利時聯邦警察特別單位                     | —          | —      | —        | [ 9 ]                |
| 比利时         | 特種部隊群                                 | —          | —      | —        | [ 10 ] [ 7 ] [ 11 ]  |
| 比利时         | 列日警察部隊                               | —          | —      | —        | [ 9 ] [ 12 ]         |
| 加拿大         | 蒙特利爾警察局                             | —          | —      | —        | [ 13 ]               |
|                | 克羅地亞武裝部隊特種部隊                   | Five-seveN | —      | —        | —                    |
| 賽普勒斯       | 塞浦路斯國民警衛隊特種部隊                 | Five-seveN | 250    | 2000     | [ 6 ]                |
| 法國           | 對外安全總局                               | —          | —      | —        | [ 14 ]               |
| 法國           | 法國國家憲兵干預組                         | —          | —      | —        | [ 15 ] [ 16 ] [ 17 ] |
| 法國           | 法國國家警察搜索，支援，干預，威懾部隊     | —          | —      | —        | [ 18 ]               |
|                | 格魯吉亞陸軍                               | —          | —      | —        | —                    |
| 格魯吉亞內務部 | —                                          | —          | —      |          |                      |
| 希腊           | 希臘警察特別反恐部隊                       | —          | —      | —        | [ 19 ] [ 20 ]        |
|                | 民間情報總局                               | USG        | 12     | 2008     | [ 21 ]               |
| 印度           | 特別保護組                                 | USG        | —      | 2008     | [ 22 ]               |
| 印度尼西亞     | 印尼海軍青蛙司令部                         | —          | —      | —        | [ 23 ]               |
| 印度尼西亞     | 印尼陸軍特種部隊司令部                     | —          | —      | —        | [ 23 ]               |
| 愛爾蘭         | —                                          | —          | —      | —        | —                    |
| 以色列         | —                                          | —          | —      | —        | —                    |
| 意大利         | 意大利陸軍第9傘降突擊團                    | USG        | —      | —        | [ 24 ]               |
| 利比亞         | 前利比亞民眾國武裝部隊                     | USG        | 367    | 2008     | [ 25 ] [ 26 ]        |
| 墨西哥         | 墨西哥陸軍                                 | —          | —      | —        | [ 6 ]                |
| 墨西哥         | 總統衛隊                                   | —          | —      | —        | [ 27 ] [ 28 ]        |
| 墨西哥         | 墨西哥海軍特種部隊                         | —          | —      | —        | [ 28 ]               |
| 尼泊尔         | 尼泊爾武裝部隊                             | —          | —      | —        | [ 6 ]                |
| 巴基斯坦       | 三軍情報局                                 | —          | —      | —        | —                    |
| 秘魯           | 秘魯武裝部隊特種部隊單位                   | USG        | —      | 2009     | [ 27 ] [ 29 ]        |
| 波蘭           | 波蘭武裝部隊行動應變及機動組               | USG        | —      | 2007     | [ 30 ]               |
| 波蘭           | 中央調查局                                 | Mk 2       | —      |          |                      |
| 沙烏地阿拉伯   | 沙特阿拉伯武裝部隊                         | USG        | 12,000 | 2007     | [ 31 ]               |
| 新加坡         | 新加坡武裝部隊特別行動特遣部隊             | —          | 500    | —        | [ 32 ] [ 33 ]        |
| 西班牙         | 西班牙武裝部隊                             | —          | —      | —        | [ 6 ]                |
| 西班牙         | 波蘇埃洛-阿拉爾孔警察部隊                  | —          | —      | —        | [ 34 ]               |
| 苏里南         | 未指定的安全部隊                           | —          | —      | —        | [ 35 ]               |
| 泰國           | 泰國皇家陸軍                               | —          | —      | —        | —                    |
| 土耳其         | 特種部隊司令部                             | —          | —      | —        | —                    |
| 美国           | 美國特勤局                                 | —          | —      | —        | [ 31 ]               |
| 美国           | 喬治亞州德盧斯在內多個警察部門             | —          | —      | —        | [ 36 ]               |
| 美国           | 紐澤西州巴賽克縣警察部門特種武器和戰術部隊 | —          | —      | —        |                      |

## 衍生型

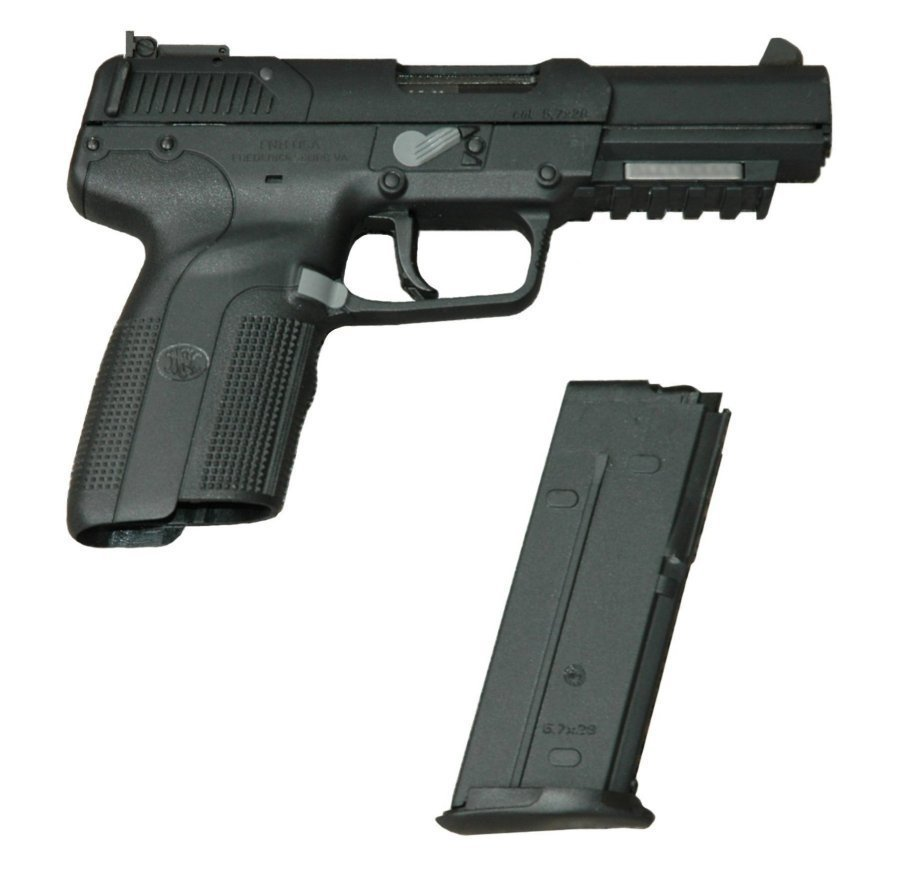
Five-seveN USG

### Five-seveN
為第一代Five-seveN；採用雙動扳機，無保險裝置，具有弧形護弓，不可調式照門；軌道上有產品編號，只能安裝專用的光學指示器，目前已經停止生產。

### Five-seveN Tactical
採用單動扳機，有保險裝置。

### Five-seveN IOM
2004年上市，IOM的意思是指官員個人型民用型（Individual Officer Model）；採用為可調式照門，彈匣聯動式保險裝置，加裝了M1913導軌，彈匣保險裝置，可任意調整的準星等。

### Five-seveN USG
USG是「美國政府」（United States Government）的縮寫，於2005年取代IOM，並被美國菸酒槍炮及爆裂物管理局（ATF）認證為運動鎗械；USG的改動如下：
- 可調式照門
- 準星加高
- 彈匣採聯動式保險裝置
- 彈匣釋放鈕可左右對換
- 主要使用穿透能力較低的的空尖彈或軟尖彈
- 具有傳統平直式設計護弓，並將軌道規格修正
- 可通用其他配備

### Five-seveN MK2
2013年推出的型號，是現時FN提供的標準版Five-seveN；採用一體式的金屬滑蓋，可調式和經改良照門和準星。
該槍目前為比利時國防軍制式手槍。

### Five-SeveN MK3 MRD
2022年推出的最新型號，滑套頂部可加裝紅點鏡。

## 用途

### 民間
在美國，PS90和Five-seveN的民間用戶只能合法地購買如SS195LF和SS197SR等被美國菸酒槍炮及爆裂物管理局歸類為“非貫通性”的民用版5.7毫米子彈，但這麼一來這些槍械就失去了原有的優勢。
故PS90和Five-seveN等5.7毫米口徑武器在市場上的評價十分兩極，反對者認為它們是過譽的槍械，因爲論制止力和威力，5.7毫米子彈（尤其是“非貫通性”的民用彈種）都不如9毫米魯格彈，而且價錢昂貴。

### 犯罪
FN Five-seveN在墨西哥被廣泛的用於販毒和其他犯罪用途，原因是其發射的5.7毫米口徑子彈，能夠輕易地貫穿警察的防彈衣，而且要從美國走私到當地也相對容易，因此該槍也有著「警察殺手」（Cop Killer）的惡名。
在中國東莞，警方曾在毒販身上繳獲過FN Five-seveN。
2009年胡德堡槍擊案當中，美國陸軍少校及精神科醫師尼達爾·馬利克·哈桑在美國得克薩斯州基林市附近的美國陸軍胡德堡基地使用FN Five-seveN手槍向士兵施襲，案件中造成13人死，30多人受傷。

## 轶事
由于在中国大陸民间中，大部分民众是从电子游戏中首次得知該枪的存在，对于該枪不甚了解，而Five-seveN可以直接翻译为5-7，所以部分人就望文生义，把該枪称为“57式手枪”。

## 流行文化

### 電影
- 2006年—：型號為Five-seveN USG，使用黑色底把及滑套，裝上抑制器和激光指示器，於回憶中由主角契夫·查理奧斯（傑森·史塔森飾演）用以準備暗殺唐·金。
- 2009年—《特種部隊：眼鏡蛇的崛起》：為第一代Five-seveN，使用黑色底把及滑套，由蛇眼（雷·帕克飾演）所使用。
- 2015年—《怒火邊界》：型號為Five-seveN USG，使用黑色底把及滑套，由曼努埃爾·迪亞斯（Bernardo Saracino飾演）所持有，直至其被解取武裝。

### 電子遊戲
- 1999年—：型號為第一代Five-seveN，命名為「ES Five-Seven」，使用淺黑色底把及滑套，為反恐部隊陣營專用手槍。奇怪地在彈匣內仍有子彈的情況下，重新裝填時，滑套會自動鎖定。
- 2003年—：型號為第一代Five-seveN，命名為「ES Five-Seven」，使用深黑色底把及滑套，為反恐部隊陣營專用手槍。奇怪地在彈匣內仍有子彈的情況下，重新裝填時，滑套會自動鎖定。
- 2004年—：型號為第一代Five-seveN，命名為「ES Five-Seven」，使用深黑色底把及滑套，反恐部隊陣營專用手槍。奇怪地在彈匣內仍有子彈的情況下，重新裝填時，滑套會自動鎖定。
- 2005年—《4》：命名为“惩罚者”（Punisher），奇怪地使用9mm手枪弹，升级后为28发弹匣供弹。
- 2007年—：隨遊戲登場武器，型號為第一代Five-seveN，命名為「ES Five-Seven」，使用深黑色底把及滑套，為反恐小組陣營專用手槍。奇怪地在彈匣內仍有子彈的情況下，重新裝填時，滑套會自動鎖定。
- 2010年—：随剧情解锁武器，可升级瞄准镜，下挂红点瞄准器，發射穿甲弹。
- 2011年—：型號為Five-seveN USG，命名为“Five-Seven”，使用黑色底把及滑套，單人模式時載彈量為15發，聯機模式時則為16發。在第一人稱視角中裝備該槍時，玩家角色會長期以單手握持。在戰役模式中由美國陸軍三角洲特種部隊合金分隊（包括主角德里克·“寒霜”威斯布魯克）、尼古萊的部隊（包括主角尤里）、俄羅斯極端民族主義黨武裝力量、同心圈成員（包括其領袖弗拉基米爾·馬卡洛夫）及俄羅斯聯邦警衛局（包括玩家扮演角色安德烈·哈爾科夫）所使用。聯機模式於等級58解鎖，而在生存模式則於等級1解鎖，價格為$250。可使用消音器、雙持、戰術刀及延長彈匣（增至24發）。
- 2012年—：型號為Five-seveN USG，命名為「Five-seveN」，使用黑色底把及滑套，為反恐部隊陣營專屬手槍。奇怪地没有無彈後定（在續作《絕對武力2》的2025年8月更新中修正了換彈動作，並增加了“戰術性”換彈動作，不過在殘彈數並非為0時換彈玩家角色仍然會拉動滑套）。
- 2012年—《II》：型號為Five-seveN USG，使用綠色底把和黑色滑套，命名為「Five-seveN」，以20發彈匣（聯機模式時可使用改裝：延長彈匣增至26發，單機模式時則增至27發）供彈。在第一人稱視角中裝備該槍時玩家角色會長期以單手握持。於戰役模式、聯機模式和殭屍模式皆有登場。戰役模式中由美國海軍海豹六隊、美國特勤局、「巨像」公司保安人員、也門陸軍、也門民兵、德法爾科，以及勞爾·梅嫩德斯所使用；聯機模式時於等級4解鎖，並可以使用反射式瞄準鏡、延長彈匣、激光瞄準器、長槍管、全金屬披甲彈（英语：Full metal jacket bullet）、快速重裝彈匣、消音器、戰術刀、雙持。
- 2012年—《战争前线》：型号为Five-seveN USG，命名为“FN Five-seveN”，使用20发弹匣供彈，以副武器之姿出现，并可被所有职业使用，专家解锁，可以改裝枪口配件（通用消音器、手槍消音器、手槍制退器、手槍刺刀），不可改装瞄准镜。
- 2013年—《絕對武力Online 2》：型號為Five-seveN USG，命名為「Five Seven」，使用黑色底把及黑色滑套，為反恐小組陣營專用手槍。奇怪地在彈匣內仍有子彈的情況下，重新裝填時，滑套會自動鎖定。
- 2013年—《4》：型號為Five-seveN USG，命名為「FN57」，使用橄欖色底把及黑色滑套，載彈量20+1發，被歸類為佩槍。只能於多人聯機模式中使用，為所有兵種的解鎖武器。
- 2013年—《2》：型號為Five-seveN USG，使用黑色滑套及卡其色底把，載彈量15發，可以打穿盾牌，在2017年的春季活動後可透過登入社群獲得，命名為“5/7 AP pistol”。
- 2015年—：型號為Five-seveN USG, 使用黑色底把及滑套，命名為「5.7 USG」，由聯邦調查局特種武器和戰術部隊幹員所使用。奇怪地重新裝填時，玩家角色會以滑套釋放鈕充當彈匣釋放鈕。
- 2015年—：型號為Five-seveN USG，命名為「FN57」，資料片「劫案」新增武器，使用橄欖色底把及黑色滑套，載彈量20+1發，能夠由執法機關和犯罪份子兩方所有職階使用，價格為$6,000。可加裝各種進階照準器（改進版機械瞄具、迷你、德爾塔）、附加配件（電筒、戰術燈、激光瞄準器）及槍口零件（制退器、補償器、重槍管、抑制器、消焰器）。
- 2017年—：型號為Five-seveN USG，命名為「5.7 USG」，可選彈匣為20發或30發，位置在歐寇羅省份，击败安东尼奥Boss获得的名为“女士杀手”，可拆卸抑制器及附带激光瞄準器，第二年季票新增的名為Five Seven Blacklist，不可裝卸抑制器，但同樣有消音效果，彈匣容量為20發。
- 2017年—《少女前線》：以萌擬人化的少女戰術人形登場，為5星人形，活動限定獲得。
- 2019年—《逃離塔科夫》：型號為Five-seveN MK2 及 Five-seveN MK2 FDE Frame，皆只有20發彈匣，可額外安裝架置（Mount），架置上可安裝多種瞄準器、電筒及戰術激光輔瞄器。
- 2021年—《嚴陣以待》：型號為Five-seveN USG，命名為“57 USG”，使用卡其色底把及黑色滑套。
- 2023年—《生化危机4 重製版》：與原版相同，被命名為「惩罚者」（Punisher），具有貫穿效果，最多可同時貫穿五名敵人，可裝配雷射瞄準器。
- 2023年—《暗區突圍》: 型號為Five-seveN USG，命名為“F57”，使用黑色底把

### 動漫
- 2003年—《神槍少女》：型號為第一代Five-seveN，使用黑色底把及滑套，由喬瑟所使用。
- 2008年—《神槍少女II》：型號為Five-seveN USG，使用黑色底把及滑套，由喬瑟所使用。
- 2009年—：型號為Five-seveN USG，黑色底把和滑套，由艾琺陀．艾爾．修雅（アルファルド・アル・シュヤ，聲優：日本：坂本真綾／香港：黃玉娟）所使用。
- 2014年—《刀劍神域II》：型號為Five-seveN USG，使用黑色底把及滑套，「幽靈子彈」篇中由「桐人」所使用，會以左手握持手槍，右手握持光劍“影光G4”的方式雙持使用。
- 2024年—《刀劍神域外傳Gun Gale Online》第二季：型號為Five-seveN MK II，由“克拉倫斯”用作配槍。

### 輕小說
- 2012年—《刀劍神域》：由桐人（桐谷和人）在Gun Gale Online（GGO）中所使用。
- 2014年—《刀劍神域外傳Gun Gale Online》：由“克拉倫斯”用作配槍。